# Volcán Montsacopa
El volcán Montsacopa (de monte y copa, debido a su forma) es una formación geológica situada en el municipio gerundense de Olot, alineado entre los volcanes de Garrinada y de Montolivet sobre una misma fractura. Junto a su cráter está la ermita de San Francisco, construida durante el siglo XVII, lo que hace que se le conozca también con el nombre de volcán de San Francisco.
Es el último volcán que se formó en Olot. Produjo erupciones hace unos 100 000 años y su cráter redondeado es producto de una erupción estromboliana poco explosiva primero y de una más explosiva (freatomagmática) después. Este cráter es único en el parque natural de la Zona Volcánica de la Garrocha al no haber sido deformado por coladas de lava al final de la erupción.
De las canteras de greda que hay en la ladera suroeste se obtuvo buena parte de los materiales con los que se hicieron varias de las construcciones de la ciudad, hasta que se cerraron en los años sesenta.
Durante la ocupación francesa de 1812 se amuralló la ermita, y se construyeron las dos torres de defensa que aún se conservan.
El volcán Montsacopa es una de las principales atracciones turísticas de Olot, siendo visitada por cientos de personas de toda España.